# Vincenzo Rossello
Vincenzo Rossello (San Bernardo di Stella, 16 febbraio 1923 – Alessandria, 20 gennaio 1989) è stato un ciclista su strada italiano.
Professionista dal 1946 al 1957, vinse due tappe al Tour de France e due al Giro d'Italia. Suo fratello Vittorio fu ugualmente corridore professionista dal 1946 al 1957. È padre di Fabio e Nevio.

## Palmarès
- 1942 (Dilettanti)

Coppa Vittorio De Palma - Savona
- 1948 (Legnano, due vittorie)

15ª tappa Giro d'Italia (Udine > Auronzo di Cadore)
2ª tappa Tour de France (Trouville > Dinard)
- 1949 (Legnano, due vittorie)

14ª tappa Giro d'Italia (Montecatini Terme > Genova)
18ª tappa Tour de France (Aosta > Losanna)
- 1951 (Arbos, una vittoria)

2ª tappa, 1ª semitappa Gran Premio Ciclomotoristico (Benevento > Foggia)

## Piazzamenti

### Grandi Giri
- Giro d'Italia

1946: ritirato
1947: ritirato
1948: 18º
1949: 18º
1950: 24º
1951: 9º
1952: 20º
1953: 10º
1954: 40º
1955: 41º
1956: ritirato
1957: 32º
- Tour de France

1947: ritirato (17ª tappa)
1948: ritirato (7ª tappa)
1949: 36º
1953: 22º

### Classiche monumento
- Milano-Sanremo

1948: 21º
1949: 5º
1951: 75º
1952: 36º
1953: 18º
1955: 59º
1956: 66º
1957: 17º
- Parigi-Roubaix

1953: 72º
1956: 51º
1957: 46º
- Liegi-Bastogne-Liegi

1953: 31º
- Giro di Lombardia

1945: 15º
1949: 26º
1950: 73º
1951: 15º
1952: 27º
1953: 56º
1954: 53º
1955: 11º
1956: 65º

### Competizioni mondiali
- Campionati del mondo

Lugano 1953 - In linea Professionisti: 26º